# 沃罗登公国
沃罗登公国（俄語：Воротынское княжество）是奥卡河上游诸公国之一，首都位於沃罗滕斯克。該國歷史上一度服從於立陶宛大公国。該國最終於1562年徹底併入莫斯科大公國。